# Celebrating Faces of Football

Celebrating Faces Of Football

Celebrating Faces of Football (zu deutsch etwa die feiernden Gesichter des Fußballs) bezeichnet das offizielle Logo der Fußball-Weltmeisterschaft 2006 in Deutschland.

## Beschreibung
Es handelt sich hierbei um drei Smileys. Zwei von ihnen sind gleich groß und bilden zusammen die Ziffern Null und Sechs (06) für 2006. Der rechte, der die Ziffer 6 bildet, ist grünlich, die Augen ähneln einer Mondsichelform. Der linke, die Ziffer 0, ist blaugefärbt und die Augen sind zwei aufeinanderzulaufende Pfeile. Oberhalb der beiden in der Mitte sitzt der dritte und kleinere Smiley. Dieser ist orangefarben, hat drei Haare und die Augen sind rund. In der unteren Mitte der beiden größeren Smileys ist eine stilisierte Darstellung des Weltmeisterschaftspokals abgebildet, wie er auch bereits bei der vorangegangenen WM benutzt wurde. An Erinnerung an das Gastgeberland gehen vom Pokal links um den blauen Smiley die Landesfarben Schwarz-Rot-Gold in einem Schweif herum.

## Entstehung
Am 19. November 2002 wurde das offizielle Logo der FIFA Fußball-Weltmeisterschaft Deutschland 2006 weltöffentlich in der  Arena Auf Schalke in Gelsenkirchen vorgestellt. Das Emblem, welches die britische Public-Relations-Agentur Whitestone und die Münchner Designagentur Abold zuvor zwölf Monate lang erarbeitet hatten, trägt den Titel „Celebrating Faces of Football“. Es wurden dieselben Agenturen wie der vorangegangenen WM in Japan und Korea beauftragt. Passend zum Slogan „Die Welt zu Gast bei Freunden“ soll das Emblem Vorfreude auf lockere, abwechslungsreiche, heitere und emotionale Spiele in Deutschland erzielen.

## Verwendung
Das Logo war während des Turniers auf dem rechten Ärmel aller Trikots der Spieler, auf den Leibchen der Ersatzspieler und auf den Spielbällen aufgedruckt. Auch die Sponsoren der Fußball-WM durften mit dem Logo exklusiv werben. Alle offiziellen Fanartikel trugen ein Echtheitshologramm mit den lachenden Gesichtern.

### In der Philatelie
Die Deutsche Post AG brachte am 9. Februar 2006 fünf Zuschlagsbriefmarken Für den Sport heraus, wovon sich vier auf die Fußball-Weltmeisterschaft 2006 bezogen. Auf den Marken an sich war das Logo zwar nur auf der Poster-Marke abgebildet, allerdings  auf den sogenannten Bogenrändern und auf den Ersttagsstempeln von Berlin waren die lachenden Gesichter abgebildet.